# منتخب إسبانيا لكرة اليد للناشئين
منتخب إسبانيا لكرة اليد للناشئين هو ممثل إسبانيا الرسمي في المنافسات الدولية في كرة اليد للناشئين
.